# Alan Hansen
Alan David Hansen (n. 13 iunie 1955, Alloa⁠(d), Clackmannanshire⁠(d), Regatul Unit) este un fost fotbalist scoțian și expert în fotbal la televiziunea BBC. A jucat ca fundaș central pentru Partick Thistle, pentru Liverpool FC, cu care a devenit de opt ori campion al Angliei, și pentru echipa națională a Scoției.
Ca expert TV, a rămas celebru pentru fraza „Nu poți câștiga nimic cu copiii”, rostită în emisiunea Match of the Day de la BBC în 1995, la adresa echipei Manchester United care își vânduse câteva dintre vedete și promovase în schimb mai mulți tineri de la academia de tineret, precum Paul Scholes, David Beckham, Nicky Butt și Gary Neville. United avea să-l contrazică în sezonul respectiv, reușind eventul Premier League - Cupa Angliei.